# 7360 Moberg
7360 Moberg eller 1996 BQ17 är en asteroid i huvudbältet som upptäcktes den 30 januari 1996 av den svenske astronomen Claes-Ingvar Lagerkvist vid La Silla-observatoriet i Chile. Den är uppkallad efter den svenske författaren Vilhelm Moberg.
Asteroiden har en diameter på ungefär 6 kilometer.